# Don’t You Want Me
«Don’t You Want Me» — сингл британской синтипоп-группы The Human League, изданный 27 ноября 1981 года лейблом Virgin Records. Песня написана вокалистом группы Филиппом Оки и Джо Коллисом и стала четвёртым синглом с альбома Dare. Это наиболее известная и самая коммерчески успешная запись группы, ставшая Рождественским чарттоппером в Великобритании в 1981 году с тиражом более 1,4 млн копий, что позволило ей занять 25-е место в списке самых успешных синглов в истории английского UK Singles Chart. Позднее сингл возглавил Billboard Hot 100 в США (3 июля 1982 года), оставаясь там лидером 3 недели. Песня стала тотемным символом музыкальной культуры начала 1980-х годов и классикой новой волны. Она в дальнейшем была включена более чем в 100 музыкальных альбомов-сборников.

## Список композиций

### 7" версия
1. «Don’t You Want Me» — 3:57
2. «Seconds» — 4:59

### 12" версия
1. «Don’t You Want Me» — 3:57
2. «Seconds» — 4:59
3. «Don’t You Want Me (Extended Dance Mix)» — 7:30

## Участники записи
- Филипп Оки[англ.] — вокал, композитор
- Сьюзан Энн Салли — вокал
- Джоан Катеролл — бэк-вокал
- Иэн Бёрден — бас-гитара
- Филип Эдриан Райт — композитор, синтезатор
- Джо Коллис — композитор, синтезатор
- Мартин Рашент — продюсер

## Позиции в чартах
| Чарт (1981—1982)                           | Высшая позиция |
| ------------------------------------------ | -------------- |
| Belgian Singles Chart                      | 1              |
| UK Singles Chart                           | 1              |
| Irish Singles Chart                        | 1              |
| Italian Singles Chart                      | 7              |
| Canadian Singles Chart                     | 1              |
| Dutch Singles Chart                        | 5              |
| New Zealand Singles Chart                  | 1              |
| Norwegian Singles Chart                    | 1              |
| U.S. Billboard Hot 100                     | 1              |
| U.S. Billboard Dance/Club Play Songs Chart | 3              |
| U.S. Billboard Mainstream Rock Chart       | 4              |
| French Singles Chart                       | 13             |
| ФРГ German Singles Chart                   | 5              |
| Swedish Singles Chart                      | 3              |
| Swiss Singles Chart                        | 4              |
| South African Singles Chart                | 2              |

| Чарт (1995)                    | Высшая позиция |
| ------------------------------ | -------------- |
| Japanese Singles Chart (Tokyo) | 100            |
| UK Singles Chart               | 16             |

| Страна | Статус     | Продажи   |
| ------ | ---------- | --------- |
| BPI    | Платиновый | 1 430 000 |
| RIAA   | Золотой    | 1 000 000 |